# Žemaičių Kalvarija
Žemaičių Kalvarija er en by i Litauen i landskabet Žemaitija, der har 798 indbyggere.

## Kirkefestivalen i Žemaičių Kalvarija
Den store Žemaičių Kalvarija kirke festival (litauisk: Didieji Žemaičių Kalvarijos atlaidai, dansk: ~ Žemaitijas store Golgatafestival) finder sted i juni hvert år. Der er 21 "stationer" på Via Dolorosa i Žemaičių Kalvarija, hvor der bedes. Bønnerne ved stationerne på Via Dolorosa er en vigtig procession for katolikker. Pilgrimsfærden til Žemaičių Kalvarija kirke er en af de vigtigste i den Romerskkatolske kirke. Festivalen går tilbage til 1742. Paven er den vigtigste vogter og beskytter af festivalen.
Under festivalen er der dage dedikeret til ungdom. Mange begivenheder finder sted, der tjener unge menneskers åndelige behov, ligesom der afholdes særlige messer for børn og unge.
Festivalen tiltrækker mange turister fra Žemaitija og Litauen og mange katolske kirker i Litauen arrangerer ture til festivalen. Siden 2004 er der kommet flere turister og pilgrimme fra EU, især fra Polen, Irland, Tyskland og Spanien.